# Cal Tjader's Concert by the Sea
Cal Tjader's Concert by the Sea è un album live di Cal Tjader, pubblicato dalla Fantasy Records nel 1959. Il disco fu registrato il 20 aprile dello stesso anno al "Sunset Auditorium" di Carmel (California).

## Tracce
Lato A
1. Doxie – 8:47 (Sonny Rollins)
2. Afro Blue – 6:32 (Mongo Santamaría, John Coltrane)
3. Laura – 5:19 (David Raksin, Johnny Mercer)

Lato B
1. Walkin' with Wally – 10:04 (Lonnie Hewitt)
2. We'll Be Together Again – 5:10 (Carl Fisher, Frankie Laine)
3. 'Round About Midnight – 6:11 (Thelonious Monk, Bernie Hanighen, Cootie Williams)

## Musicisti
Cal Tjader Sextet
- Cal Tjader - vibrafono
- Paul Horn - flauto
- Lonnie Hewitt - pianoforte
- Al McKibbon - contrabbasso
- Willie Bobo - batteria
- Mongo Santamaría - bongos, percussioni